# 파크 골프
파크 골프(park golf)는 공원(park)과 골프(golf)의 합성어로 도심의 공원에서 나무 채와 플라스틱 공으로 간편하게 즐길 수 있는 골프다. 
1984년 일본 홋카이도에서 시작되어, 지금은 호주나 미국 등지에서도 많이 즐기고 있다. 국내에는 2000년대 초반부터 보급되기 시작했으며, 최근에는 고령 인구 증가와 지자체의 지원에 힘입어 함께 전국적으로 급속히 확산되고 있다.

## 경기 방법 및 규칙
공원에서 나무로 된 클럽을 이용해 공을 쳐 잔디 위의 홀에 넣는 운동이다. 골프와 비슷한 방식으로 진행된다. 다만 금속으로 만든 여러 종류의 클럽을 사용하는 골프와는 달리 하나의 목제 클럽만을 사용한다. 
클럽의 규격은 길이 86cm, 무게 600g이며, 티(Tee)에서 홀컵까지 거리는 골프의 1/5 수준인 약 100미터로, 신체적인 부담이 적다는 장점이 있어 50~60대 이상의 중장년층에 인기가 많다.